# Dennis Dorchester
Dennis Dorchester — автобусное шасси производства Dennis Specialist Vehicles, мелкосерийно выпускаемое в 1983—1988 годах.

## Описание
Около 2/3 автобусов на шасси Dennis Dorchester поставлялись в Шотландию. 23 из них — Plaxton Paramount (туристические), 21 из них — Alexander (городские). 
В Лестер поступило 3 автобуса Plaxton Paramount, впоследствии переданных в Кингстон-апон-Халл. Столько же эксплуатировалось в Саут-Йоркшире.
В Нортгемптоншире эксплуатировались два автобуса Wadham Stringer и один Reeve Burgess вместимостью 71 место для пассажиров. В Суррее эксплуатировались 61 автобус Wadham Stringer.
Также на шасси Dennis Dorchester производились другие автобусы.